# Золотая чаша (фильм)
«Золотая чаша» (англ. The Golden Bowl) — кинофильм режиссёра Джеймса Айвори, вышедший на экраны в 2000 году. Экранизация одноимённого романа Генри Джеймса. Лента принимала участие в конкурсной программе Каннского кинофестиваля.

## Сюжет
Принц Америго, наследник знатного, а ныне обедневшего итальянского рода, женится на Мэгги, дочери богатого американского коллекционера и знатока искусства Адама Вервера, который многие годы живёт в Европе. Мэгги не знает, что незадолго до этого Америго состоял в отношениях с её лучшей подругой Шарлоттой. Последняя приезжает к Верверам погостить, а через некоторое время становится женой Адама. Мэгги в восторге от возможности постоянно общаться со всеми близкими людьми. Однако она не подозревает, что былая страсть между Америго и Шарлоттой не остыла.

## В ролях
- Кейт Бекинсейл — Мэгги Вервер
- Ума Турман — Шарлотта Стэнт
- Джереми Нортэм — принц Америго
- Ник Нолти — Адам Вервер
- Анджелика Хьюстон — Фанни Ассингэм
- Джеймс Фокс — полковник Боб Ассингэм
- Мадлен Поттер — леди Каслдин
- Николас Дэй — лорд Каслдин
- Питер Эйр — А. Р. Джарвис, владелец магазина